# Elsa Pinto
Pour les articles homonymes, voir Pinto.
Elsa Teixeira de Barros Pinto est une femme politique santoméenne, membre du Mouvement pour la libération de Sao Tomé-et-Principe – Parti social-démocrate.

## Biographie
Juriste de profession, Elsa Pinto est ministre de la Justice de 2004 à 2006.
Elle dirige le parti Renaissance d'Água Grande aux élections municipales de 2006, qui remporte deux sièges au Conseil du district d'Água Grande.
Elsa Pinto est par la suite nommée ministre de la Défense de 2008 à 2010 ; elle est la première femme à être nommée à cette fonction. Elle se présente à l'élection présidentielle de 2011 comme indépendante et finit avec 4,45 % des voix, devant Aurélio Martins et quatre autres candidats sans étiquettes mais derrière Manuel Pinto da Costa (élu), Evaristo Carvalho, Delfim Neves et Maria das Neves.
À l'occasion de l'élection du président de son parti le Mouvement pour la libération de Sao Tomé-et-Principe – Parti social-démocrate (MLSTP-PSD) le 30 juin 2018, Elsa Pinto se porte candidate, mais elle n'est pas élue. Elle est cependant nommée vice-présidente.
Elle est ministre des Affaires étrangères dans le XVIIe gouvernement constitutionnel dirigé par Jorge Bom Jesus (MLSTP-PSD) de sa formation en décembre 2018 à septembre 2020.
Elle est candidate à l'élection présidentielle de 2021, mais, sans le soutien de son parti. Elle n'obtient pas 1 % des suffrages exprimés. Son parti ne la reconduit pas non plus aux élections législatives de 2022
Elle est l'épouse d'Alcino Pinto (195?-2020), président de l'Assemblée nationale de 2012 à 2014.